# اناتاسگرام
اناتاسگرام (به انگلیسی: Ananthasagaram) یک منطقهٔ مسکونی در هند است که در آندرا پرادش واقع شده‌است.

## خصوصیات
اناتاسگرام ۶۱ متر بالاتر از سطح دریا واقع شده‌است.